# 마궁매영: 유령극장
《마궁매영: 유령극장》(魔宫魅影,  Phantom of the Theatre)은 2017년 3월 30일에 대한민국에서 개봉한 공포, 스릴러 영화이다.

## 줄거리
공포 영화를 찍기 위해 구 웨이방 감독은 인기 여배우 멍 쓰판을 캐스팅하고, 배경이 되는 극장을 섭외하며 만반의 준비를 마친다.
물론 13년 전에 그 극장에서 일어난 끔찍한 화재 사고로 곡예단이 다 죽고 유령이 떠돈다는 사건을 알았지만, 구 웨이방 감독은 리얼한 분위기를 위해 촬영을 강행한다.
아버지 구 장관과 주변 만류를 무릅쓰고 시작된 촬영장에선 괴이한 현상들이 연달아 일어난다.
남자 주연배우가 원인불명의 자연발화로 목숨을 잃고, 극장 안에서 유령이 목격되는 등 사건사고가 발생해 모두를 공포에 몰아넣는다.
나날이 끔찍한 악몽에 시달리던 구 웨이방 감독은 갑작스레 무너진 조명장치에 치명적인 부상까지 입게 된다.
영화 촬영이 중단되는 사태에 이르러서야 구 웨이방 감독과 멍 쓰판 앞에 세월에 묻혀있던 엄청난 비밀이 서서히 수면 위로 드러나는데...

## 출연자
- 임심여 - 멍 쓰판 역
- 양우녕 - 웨이방 역
- 징강산
- 임달화 - 구 장관 역
- 황환
- 임강국
- 맹요
- 장자풍
- 황레이 (특별출연)